# Unibook
Unibook字符瀏覽器是統一碼聯盟推出的一個小程式，目的是讓用戶利用程式本身的自動字型選擇，得以在自己的電腦上瀏覽統一碼的編碼表，免除下載PDF檔的麻煩。此外，透過這個程式瀏覽電腦上的字型，以得知字型是否支援所需要的特殊字元。

## 外部連結
- Unibook小程式下載網址 （页面存档备份，存于）
- Unibook小程式的幫助網頁 （页面存档备份，存于）